# Strongylurus orbatus
Strongylurus orbatus är en skalbaggsart som beskrevs av Francis Polkinghorne Pascoe 1866. Strongylurus orbatus ingår i släktet Strongylurus och familjen långhorningar. Inga underarter finns listade i Catalogue of Life.